# 佐久間哲
佐久間 哲（さくま てつ、1967年9月7日 - ）は、日本の俳優。血液型はAB型。所属事務所はTMエンタテインメント。本名および旧芸名は佐久間 哲（さくま さとる）。

## 略歴・人物
千葉県野田市出身。姉が居る。
神田外語学院中退。本格デビュー作は1987年の映画『湘南爆走族』。
かつては砂岡事務所にも所属していた。
趣味は映画鑑賞。好きなスポーツは陸上競技、野球。

## 出演

### テレビドラマ
- 妻たちの乱気流（1984年、テレビ朝日）
- 月曜ドラマランド（フジテレビ）
  - 三代目はおニャン子お嬢様!?花吹雪893組（1986年）
  - タッチ（1987年）
- もっとあぶない刑事 第9話「乱脈」（1988年、日本テレビ / セントラル・アーツ） - 遠山明
- はいすくーる落書（1989年、TBS） - 岩山
- 北の国から'89帰郷（1989年、フジテレビ）
- 付き馬屋おえん事件帳 第1シリーズ 第1話「女涙の初恋始末」（1990年、テレビ東京 / 松竹）
- わたしってブスだったの?（1993年、TBS） - 小柳徹
- 松本清張特別企画・証明（1994年、TBS）
- 協奏曲（1996年、TBS）
- ショカツ（2000年、フジテレビ） - 刑事課強行犯係・巡査
- ウルトラマンコスモス 第50話「怪獣密輸!?」（2002年、MBS） - 岡田 ※未放送作品
- 共犯者（2003年、日本テレビ）
- 刑事殺し（2007年 - 2009年、朝日放送、土曜ワイド劇場） - 小出保
- ハゲタカ (2007年のテレビドラマ)（2007年） - 山口公一
- SP 警視庁警備部警護課第四係(2007年、フジテレビ）
- サラリーマン金太郎（2008年、テレビ朝日）
- 刑事の現場（2008年） - 安原刑事
- 松本清張没後20年特別企画・市長死す（2012年、フジテレビ） - 竹井洋介
- 月曜ゴールデン（TBS）
  - 美食カメラマン 星井裕の事件簿3（2012年） - 向井由紀雄
  - 警視庁機動捜査隊216 IV 孤独の叫び（2014年） - 川崎警部
- 大河ドラマ（NHK）
  - 八重の桜（2013年）
  - 軍師官兵衛（2014年） - 長束正家
- ガラスの家（2013年、NHK） - 新藤淳
- 水曜ミステリー9（テレビ東京）
  - 嫌われ監察官 音無一六〜警察内部調査の鬼〜2（2014年） - 植松栄作
  - 駐在刑事2（2015年） - 山下
- 約束のステージ 〜時を駆けるふたりの歌〜（2019年、YTV）
- 特命刑事 カクホの女2（2019年） - 高瀬敏也（刑事部長）
- TOKYO VICE 第2話・第7話（2022年4月 - 、HBO Max・WOWOW） - コーゾー
- 相棒 season23 第5話（2024年11月20日、テレビ朝日） - 花岡久行 役
- モンスター 第10話・最終話（2024年12月16日・23日、関西テレビ・フジテレビ） - 村越周作 役[2]
- プライベートバンカー 第6話（2025年2月13日、テレビ朝日） - 入所者家族 役

### ショートドラマ
- 令嬢の帰還 - 近藤義一

### 映画
- 湘南爆走族（1987年、東映） - 瀬島渉
- 男はつらいよ ぼくの伯父さん（1989年、松竹）
- その男、凶暴につき（1989年、松竹富士） - 清弘の手下・片平
- 遥かなる甲子園（1990年、東宝）
- 南の島に雪が降る（1995年、リバース） - 斎藤上等兵
- HANA-BI（1998年、日本ヘラルド映画） - チンピラ
- 十三番目の人格 ISOLA（2000年、東宝）
- BROTHER（2001年、松竹）
- ポチの告白（2009年、グランカフェ・ピクチャーズ / アルゴ・ピクチャーズ）
- ドクター・デスの遺産-タクシー運転手

### 舞台
- 大森カンパニー15周年記念公演第2弾 大森カンパニープロデュース vol.49「更地20」（2024年、下北沢ザ・スズナリ）[3]
- 大森カンパニープロデュース vol.53「更地21」（2025年〈予定〉、下北沢ザ・スズナリ）[4]